# Вишнівець
Вишнівець (до 1939 року Вишневець) — селище в Україні, центр Вишнівецької селищної територіальної громади Кременецького району Тернопільської області. Населення у 2022 році становило 3179 осіб.

## Географія
Селище міського типу Вишнівець розкинулося на лівому березі річки Горинь (права притока Прип'яті), вище за течією примикає село Загороддя, нижче за течією примикає село Лози, на протилежному березі — села Старий Вишнівець та Федьківці. Через селище проходять автомобільні дороги М19 (E85) та Т 2009. Відстань до Тернополя — 41 км. Найближча залізнична станція — Карначівка за 16 кілометрів від Вишнівця.

### Клімат
| Клімат Вишнівця           | Клімат Вишнівця | Клімат Вишнівця | Клімат Вишнівця | Клімат Вишнівця | Клімат Вишнівця | Клімат Вишнівця | Клімат Вишнівця | Клімат Вишнівця | Клімат Вишнівця | Клімат Вишнівця | Клімат Вишнівця | Клімат Вишнівця | Клімат Вишнівця |
| Показник                  | Січ.            | Лют.            | Бер.            | Квіт.           | Трав.           | Черв.           | Лип.            | Серп.           | Вер.            | Жовт.           | Лист.           | Груд.           | Рік             |
| Середній максимум, °C     | −2,5            | −1,6            | 3,5             | 13,8            | 21,2            | 24,8            | 26,5            | 26,0            | 20,5            | 12,6            | 4,7             | 0,2             | 12              |
| Середня температура, °C   | −5,7            | −4,8            | 0,0             | 9,0             | 15,7            | 19,3            | 20,9            | 20,2            | 15,0            | 8,1             | 1,8             | −2,5            | 8               |
| Середній мінімум, °C      | −8,8            | −8              | −3,4            | 4,2             | 10,3            | 13,9            | 15,4            | 14,5            | 9,5             | 3,7             | −1,1            | −5,2            | 3               |
| Норма опадів, мм          | 43              | 38              | 33              | 40              | 44              | 60              | 61              | 45              | 41              | 41              | 43              | 47              | 536             |
| ------------------------- | --------------- | --------------- | --------------- | --------------- | --------------- | --------------- | --------------- | --------------- | --------------- | --------------- | --------------- | --------------- | --------------- |
| Джерело: climate-data.org |                 |                 |                 |                 |                 |                 |                 |                 |                 |                 |                 |                 |                 |

## Герб міста

Герб Корибут родини Вишневецьких

Імовірно, походить з середини XVI століття. Судячи з доступних нині джерел, ним був родовий знак князів Вишневецьких — «Корибут» (на червоному тлі — золотий хрест із перехрещеними кінцями, поставлений на перекинутому рогами донизу півмісяці, під яким шестикутна зірка). Зокрема, відома праця польських дослідників Міхала Баліньського і Тимотеуша Ліпіньського «Старожитна Польща» зазначає, що у 1781 р., під час відвідування Вишнівця королем Станіславом-Августом Понятовським, місцевий магістрат подарував королю гармату з зображенням герба Вишневецьких (при тому, що власниками Вишнівця на той час були Мнішки — носії герба «Кончиць», а отже, герб міг виступати на подарованій магістратом гарматі лише як герб міста).

## Історія

### У складі Великого князівства Литовського
Перша писемна згадка припадає на 1395 рік. Тоді Вишнівець був власністю князя Корибута Ольгердовича.
У привілеях польського короля Владислава ІІІ Варненчика від 9 липня 1463 року є запис, що після смерті власника Вишнівця князя В. Несвізького місто переходить до його сина Солтана, який уперше почав іменуватися Вишневецьким.
З ім'ям Дмитра Вишневецького пов'язують заснування Запорізької Січі.
Від кінця 15 століття Вишнівець користувався магдебурзьким правом. 23 серпня 1494 року відбулась битва з татарами біля міста, невдала для польсько-литовсько-руського війська, потім татари напали на містечко і завдали значних руйнувань йому.

### У складі Речі Посполитої

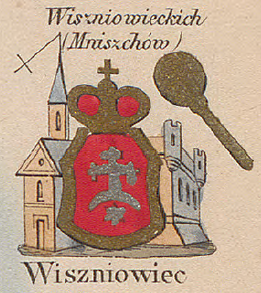
Вишнівець на мапі Зигмунда Герстмана

З 1569 року в складі Речі Посполитої, стає важливим торговельним і культурним центром південної Волині.
У 1640 році Ярема Вишневецький перебудував і укріпив замок.
Під час визвольної війни проти польського панування у 1648, 1649, 1651 роках містечко займало козацьке військо Богдана Хмельницького. У 1649 році усі поля навколо з'їла сарана і як наслідок 1651 року тут спалахнув великий голод. Польський шляхтич Єжи Борковський наприкінці життя купив у Вишнівці війтівство .
У 1653, 1657, 1658, 1672, 1675 роках на Вишнівець нападали турецько-татарські війська.
Під час польсько-турецької війни 1672–76 влітку 1675 року військо Ібрагіма Шишман-паші атакувало Вишнівець обороною якого керував війт Єжи Борковський, 11 днів невелика залога замку не дозволяла його взяти переважаючим кількісно нападникам. Подібно, 31 серпня через Вишнівець потрапив до рук османів і вони вбили шляхту, що була закрита в замку. Мешканці, у тому числі вдова війта Зузанна з Тишок Тишецька, потрапила в ясир.
У 1742 році польські шляхтичі заснували в місті першу масонську ложу на землях України..
У 1744 році після смерті останнього з роду Вишневецьких — Михайла Сервація — містечко перейшло у власність князів Мнішеків.
У містечку було три церкви та монастир з фарним костелом кармелітів босих.
17 липня 2020 року, в результаті адміністративно-територіальної реформи та ліквідації Збаразького району, селище увійшло до складу Кременецького району.

### У складі Російської імперії
У 1793 році Вишнівець внаслідок поділу Речі Посполитої переходить у володіння Російської імперії.
Згодом стає центром волості у складі Кременецького повіту Волинської губернії. У 1852 році — містечко стає власністю княгині Абамелек, у 1857 — В. Плятера, 1876 — генерала І. де Толля.
Свого часу до Вишнівця було приєднано хутори Вишневий (Варшавка), Мухавець і Чернявський.

### ПеріодУНР
Після утворення УНР як значна частина українських міст, окупованих Росією, увійшов до складу нової Української держави.

### У складі Польської республіки (1918—1939)
1925 р. В головному корпусі палацу князів Вишневецьких відкрито музей.
На 1936 рік входило до ґміни Вишневець Кременецького повіту.

### Радянський період

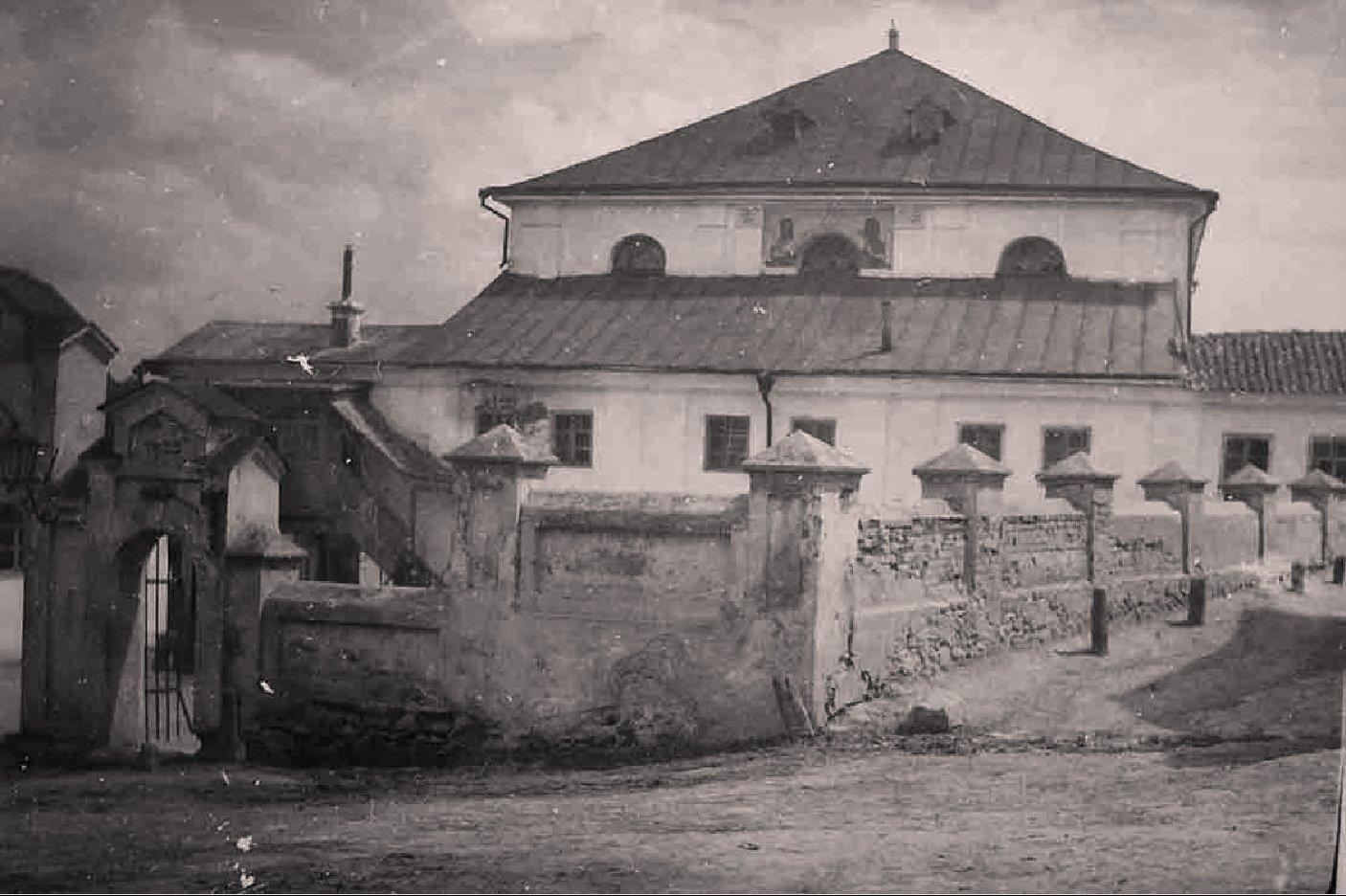
Колишня синагога (Вишнівець)

1940 р. Усі історичні і мистецькі цінності, коштовності вивезено з замку в Москву.
1941 р. У березні з палацу Вишневецьких вивезено до Москви найкращі картини, скульптури, меблі, злоті та срібні речі, стародруки і цінну бібліотеку. Деякі з цих предметів, награбованих «визволителями», виставляються в експозиції Російського державного історичного музею в Москві)
2 липня 1941 у Вишневець увійшли німецькі війська. У замку знайшли собі місце німецьке гестапо, жандармерія. 12 липня 1941 поліцією було вбито 35 євреїв. 30 липня розстріляно бл. 400 чоловіків-євреїв, 4 вересня — 146 євреїв. У березні 1942 створено гетто, куди були доставлені євреї з навколишніх сіл. Гетто ліквідоване 11 серпня 1942, коли було розстріляно бл. 2500 євреїв. Ще декілька сотень євреїв, які переховувались, були вбиті протягом наступного місяця. На єврейському кладовищі Вишнівця збереглися пам'ятники 16 ст.
1949 р. спалено Вишневецький замок.
1962–1970 рр. відбудовано замок князів Вишневецьких.
1963 р. закрито й пограбовано Вознесенську церкву.

## Населення

### Чисельність
| 1959    | 1970    | 1979    | 1989    | 2001    |
| ------- | ------- | ------- | ------- | ------- |
| 1 557   | ▲ 2 224 | ▲ 2 417 | ▲ 4 001 | ▼ 3 483 |
| 2003    | 2004    | 2005    | 2006    | 2007    |
| ▼ 3 461 | ▲ 3 464 | ▼ 3 450 | ▼ 3 440 | ▬ 3 440 |
| 2008    | 2009    | 2010    | 2011    | 2012    |
| ▼ 3 432 | ▬ 3 430 | ▬ 3 434 | ▼ 3 424 | ▼ 3 405 |
| 2013    | 2014    | 2015    | 2016    | 2017    |
| ▼ 3 389 | ▼ 3 377 | ▼ 3 349 | ▼ 3 334 | ▼ 3 282 |
| 2018    | 2019    | 2020    | 2021    | 2022    |
| ▼ 3 256 | ▼ 3 236 | ▬ 3 236 | ▼ 3 211 | ▼ 3 179 |

### Мова
Розподіл населення за рідною мовою за даними перепису 2001 року:
| Мова            | Кількість | Відсоток |
| --------------- | --------- | -------- |
| українська      | 3441      | 99.19%   |
| російська       | 21        | 0.61%    |
| білоруська      | 5         | 0.14%    |
| болгарська      | 1         | 0.03%    |
| інші/не вказали | 1         | 0.03%    |
| Усього          | 3469      | 100%     |

## Персоналії
В поселенні народились:
- У 15…-тих роках народився Дмитро Вишневецький «Байда» (р. н. невід. — 1563/1564, Стамбул) — українсько-литовський магнат на Волині, князь гербу Корибут з династії Гедиміновичів, козацький ватажок, гетьман. Урядник Польського Королівства (староста канівський і черкаський). Власник маєтків у містечку Вишнівець Крем'янецького повіту. Збудований ним замок на острові Мала Хортиця вважається прототипом Запорозької Січі.
- 1924 р. н. Володимирський Фотій Миколайович — вояк УПА, Голова Братства ОУН-УПА Карпатського краю, почесний громадянин міста Івано-Франківська.
- 1954 р. н. Сухенко Юрій Григорович — український науковець, фахівець у галузі харчової промисловості.

## Транспорт
У містечку немає залізничного транспорту. Найближча залізнична станція — Карначівка за 16 кілометрів від Вишнівця.
Через селище проходить автошлях М19 Луцьк — Чернівці.

## Архітектурні пам'ятки
- Замок XV ст.
- Палац і парк XVIII ст. князів Вишневецьких
- Церква Архістратига Михаїла (1726, реконструкція у 1768, 1840)
- Церква Вознесіння (1530, реконструкція 1872, відбудова 1992)
- Церква Святої Тройці (1892)
- Келії монастиря кармелітів босих (костел фундації Єремії Вишневецького зруйнували під час Хмельниччини[22])
- Костел святого Станіслава (1757, руїна)

## Пам'ятники
Пам'ятник Т. Шевченку
Щойновиявлена пам'ятка монументального мистецтва.
Встановлений 1989 р. Скульптори — Вол. та Вас. Одрехівські (Львів).
Скульптура — карбована мідь, постамент — камінь.
Скульптура — 2,5 м, постамент — 2 м.

## Спорт
Реконструкція нового стадіону розпочалася у 2015 році та була завершена в червні 2017 року.

## Галерея

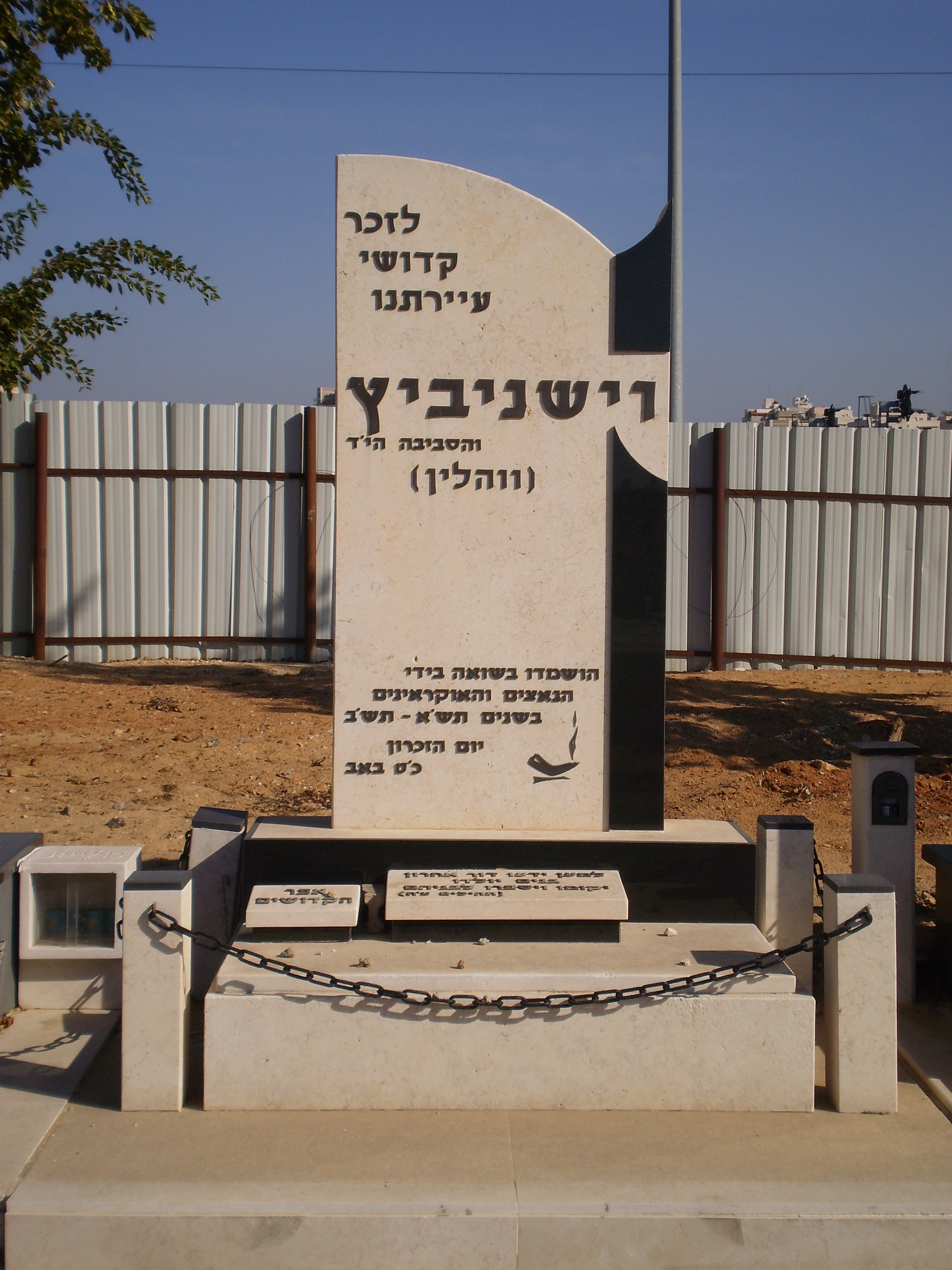
Меморіал, присвячений містянам-жертвам Голокосту (Холон, Ізраїль)

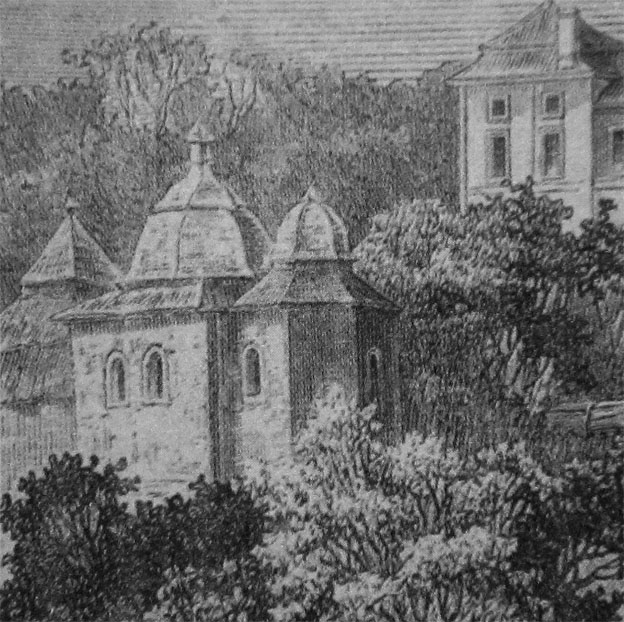
Замкова церква
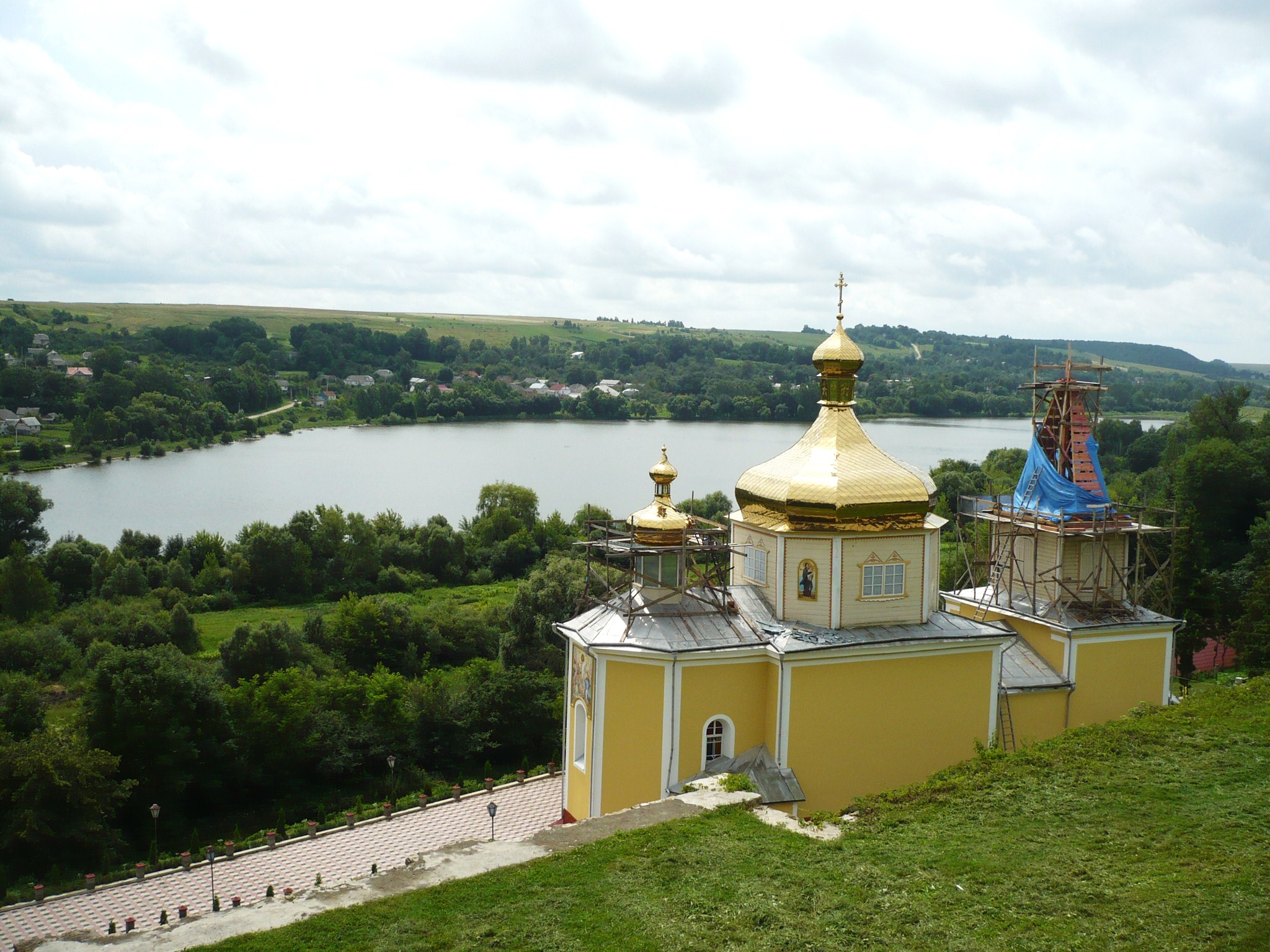
Перебудована замкова церква на тлі річки Горинь
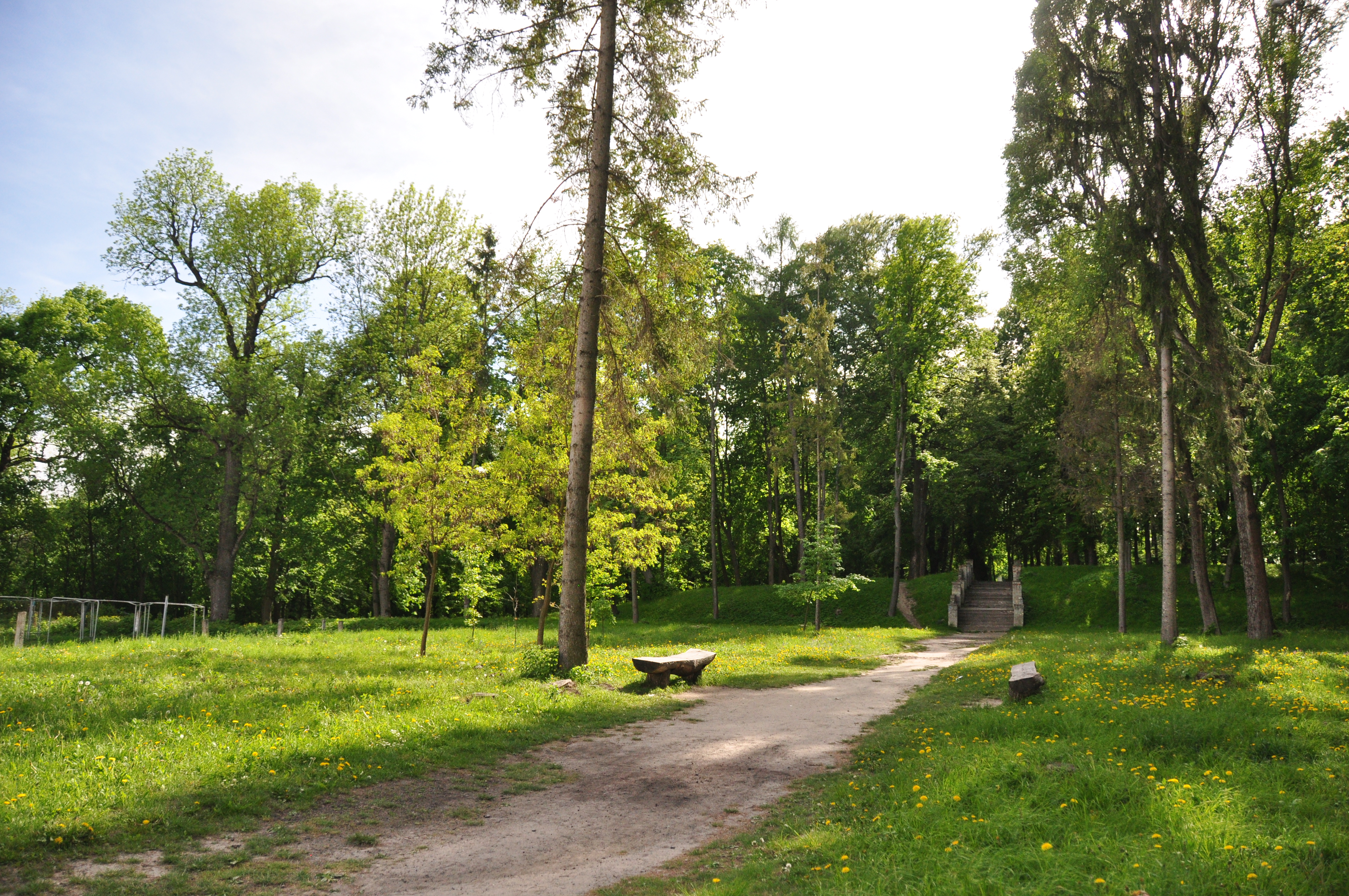
Центральна алея парку
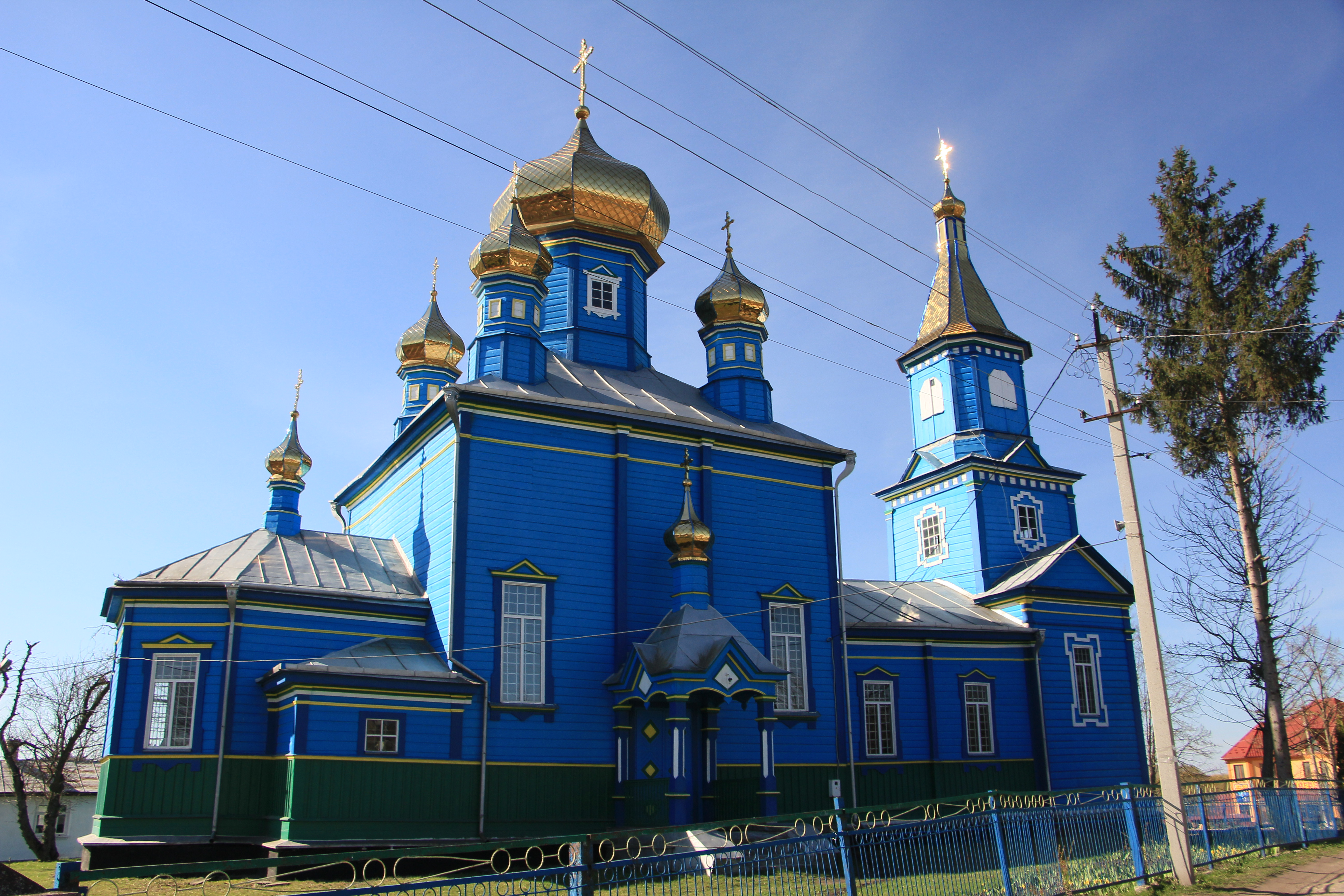
Дерев'яна церква
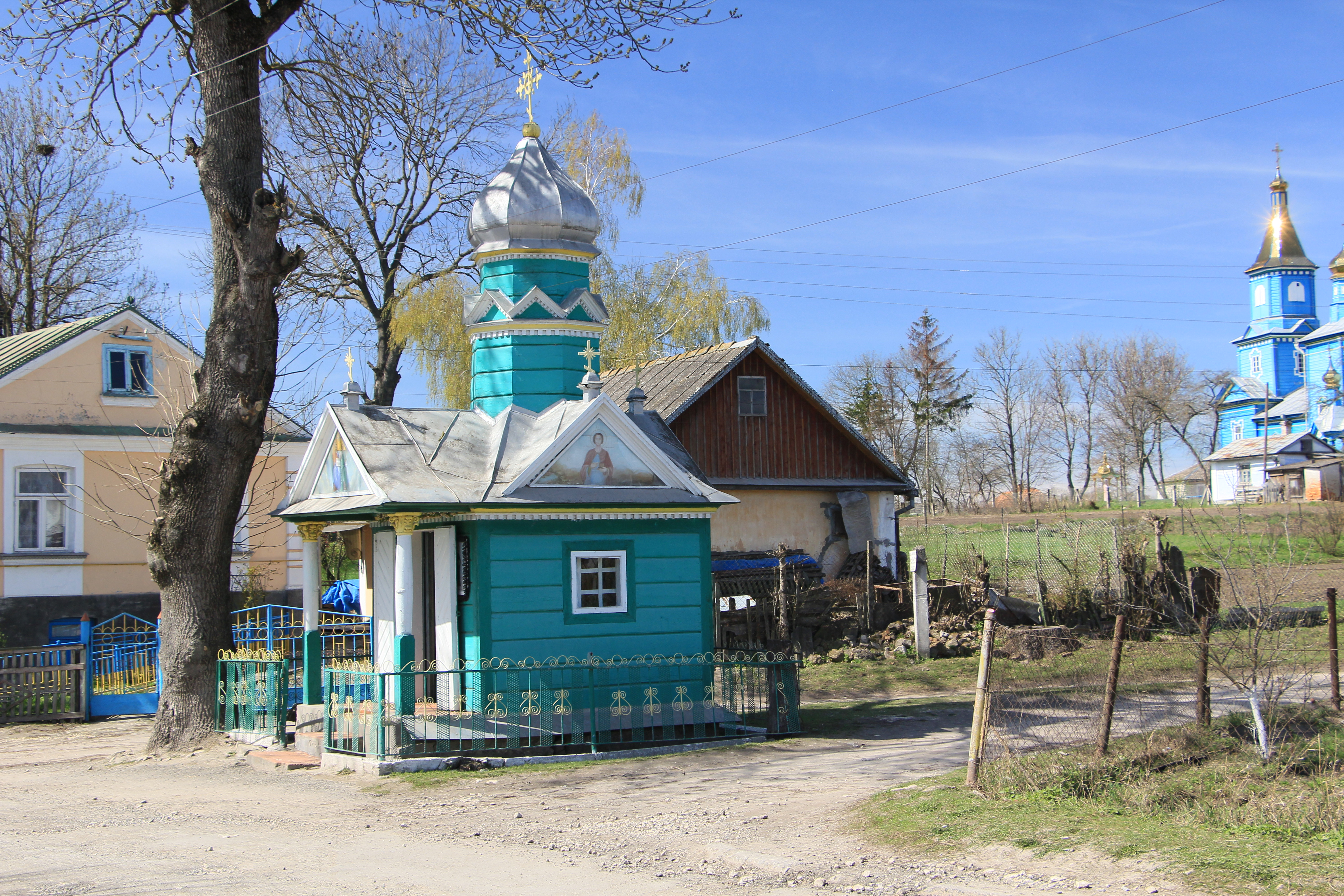
Дерев'яна каплиця
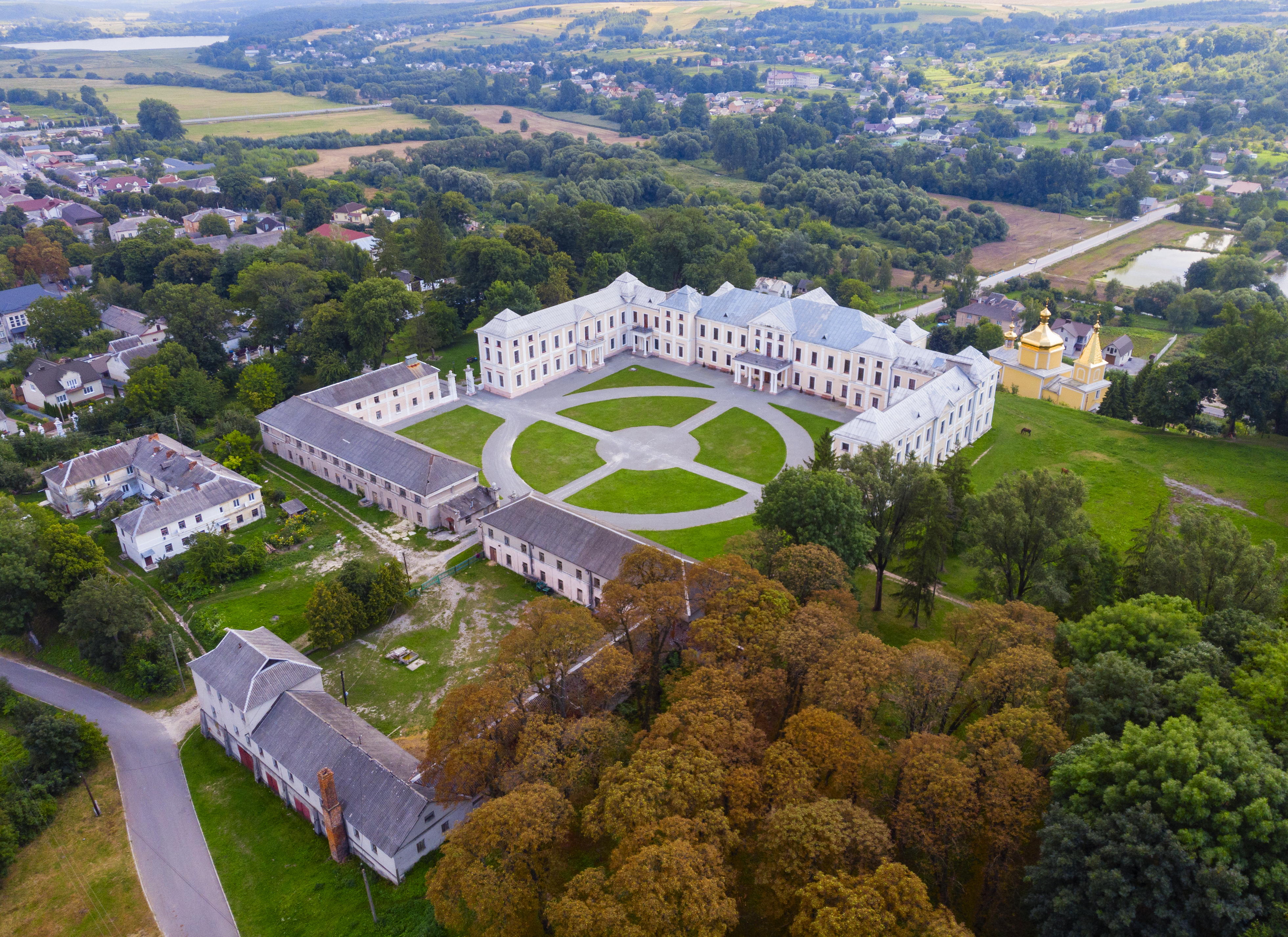
Вид на палацовий комплекс з повітря
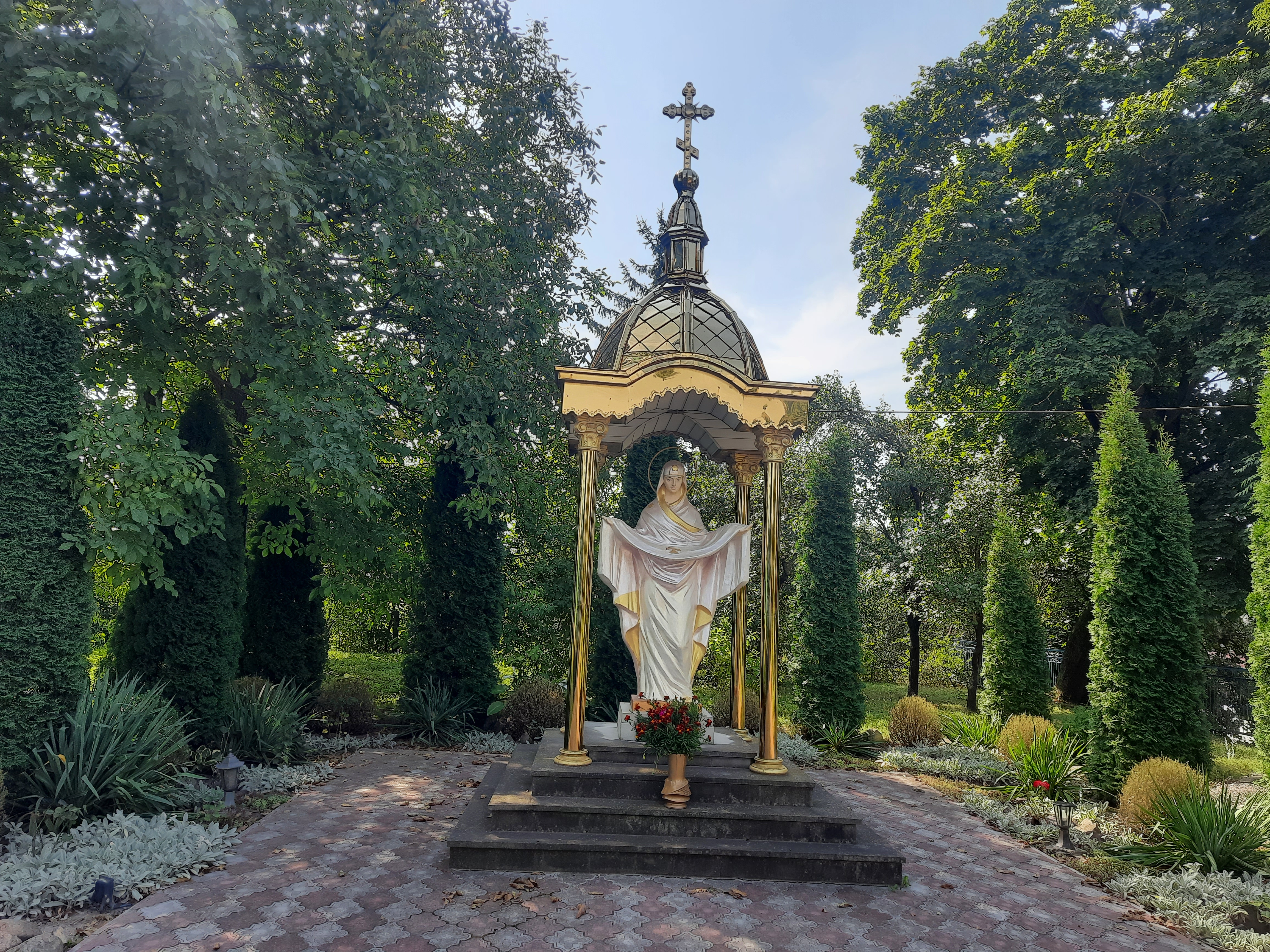
Статуя Божої Матері
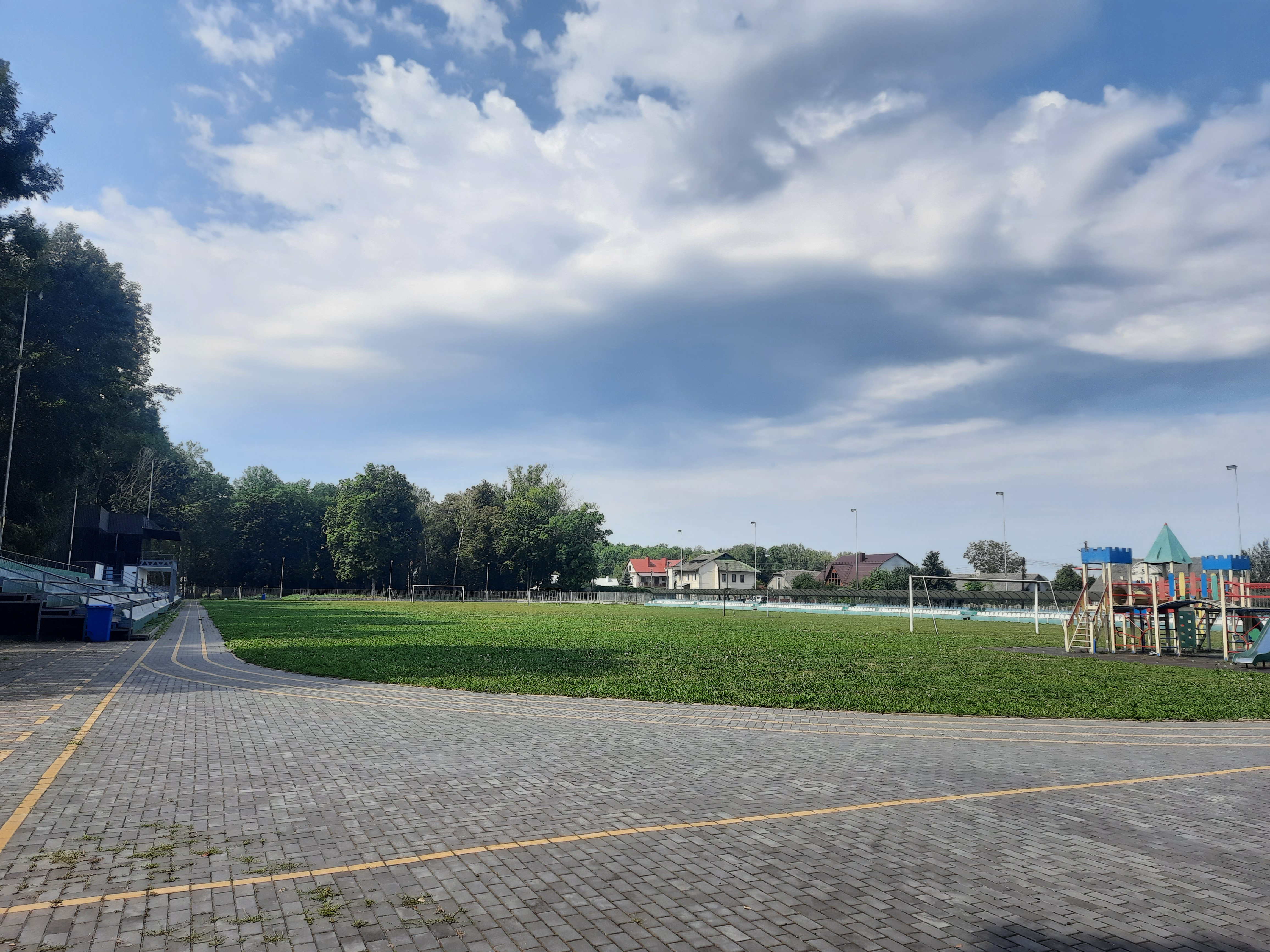
Стадіон

## Некрополі
- Михайло Сервацій Вишневецький — віленський воєвода був похований в кармелітському костелі (замковому) Вишнівця.
- Михайло Вишневецький — овруцький староста; він та дружина Регіна Могилянка були поховані у замковій церкві.

У Вишнівці споруджено військовий цвинтар, де поховано близько 500 осіб, які загинули при визволенні Вишнівця і прилеглих до нього сіл у березні 1944 р. 468 поховані у братській могилі, 35 — в індивідуальних, у селищному сквері. Тут встановлено пам'ятник радянському воїну, на кожній могилі — надгробки і встановлені прізвища полеглих.